# Вулиця Кирила і Мефодія (Львів)
Ву́лиця Кири́ла і Мефо́дія — вулиця в Галицькому районі міста Львова, у місцевості Цитадель. Сполучає вулиці Коцюбинського та Грушевського.
Прилучаються вулиці Кобилянської, Євгена Гладишевського.

## Назви
- Курницька — назва відома з XVIII століття. Могла походити від слова «курник» — господарське приміщення де тримають птицю. За іншою версією тут «курили» (дистилювали) горілку — технологічний процес, котрий не практикували в середмісті, виносячи за межі міських мурів.
- Длугоша — названа 1885 року на честь Яна Длугоша, польського історика, церковного і політичного діяча.
- Розенштрассе — назва часів німецької окупації (від вересня 1941).
- Длугоша — повернена передвоєнна назва у липні 1944 року.
- Ломоносова — назва від грудня 1944 року, надана радянською владою Львова, на честь Михайла Ломоносова, російського вченого XVIII століття.
- Кирила і Мефодія — сучасна назва від 1993 року, на честь Кирила і Мефодія, слов'янських просвітників та проповідників християнства, творців кириличної абетки.

## Забудова
У забудові вулиці Кирила і Мефодія переважають архітектурні стилі — класицизм, історизм та конструктивізм. Декілька будинків на вулиці внесені до реєстру пам'яток архітектури місцевого значення.

### Будинки
№ 4 — ботанічний сад Львівського університету (стара частина), заснований у 1851 році Гіацинтом Лобажевським на території колишнього саду монастиря тринітаріїв. У 1855—1877 роках садом опікувався Карл Бауер. У 1892 року частину університетського ботанічного саду забрали під будову нових корпусів — хімічного, геолого-мінералогічного та фармакологічного інститутів Львівського університету.
№ 6, 8 — корпуси хімічного та фізичного інститутів, збудовані 1892 року за проєктом віденського архітектора Різорі, добудовані 1911 року архітекторами Григорієм Пежанським за участю архітектора Йозефа Браунзайса. До 1939 року в будинку під № 8 розташовувалося Природниче товариство імені Миколая Коперника. Нині тут містяться хімічний і фізичний факультети та Астрономічна обсерваторія Львівського університету.
№ 9 — житловий будинок з елементами готики і романського стилю, споруджений за проєктом Тадея Обмінського у 1908 році.
№ 11 — вілла, збудована у 1880 році архітектором Юліушом Гохберґером для власних потреб. 1913 року відбулася реконструкція будинку за проєктом К. Теодоровича для С. Левандовського. Нині тут розташований дошкільний навчальний заклад № 43.
№ 12. В цьому будинку проживав російський політик і засновник партії "Яблоко" у госдумі Григорій Явлінський.[джерело?]
№ 15 — вілла, збудована наприкінці 1890-х років. Металеві конструкції тераси вілли спроєктовано та виготовлено у 1905 році відомою в Галичині фірмою «Зигмунт Піотрович і Я. Шуман». 1927 року будинок перебудовано за проєктом Івана Багенського та Войцеха Дембінського.
№ 17 — будинок жіночого монастиря Сестер Чину святого Василія Великого, відомий нині як Монастир провінції Пресвятої Трійці Святих Василя та Мокрини. Приміщення передане монахиням Львівською міською радою у 1993 році.
№ 17а — будинок гімназії Сестер Василіянок, відомий нині як Львівська лінгвістична гімназія, збудований у другій половині 1920-х років навпроти старого ботанічного саду львівського університету.
№ 18 — вілла, збудована за власним проєктом архітектора Станіслава Кшановського у 1891 році — для власних потреб. Будинок внесений до реєстру пам'яток архітектури місцевого значення під охоронним № 154-м.
№ 27 — чотириповерховий житловий будинок на розі з вулицею Євгена Гладишевського. У наріжнику будинку встановлена фігура Пресвятої Богородиці з маленьким Ісусом на руках.

Світлини вуличної забудови
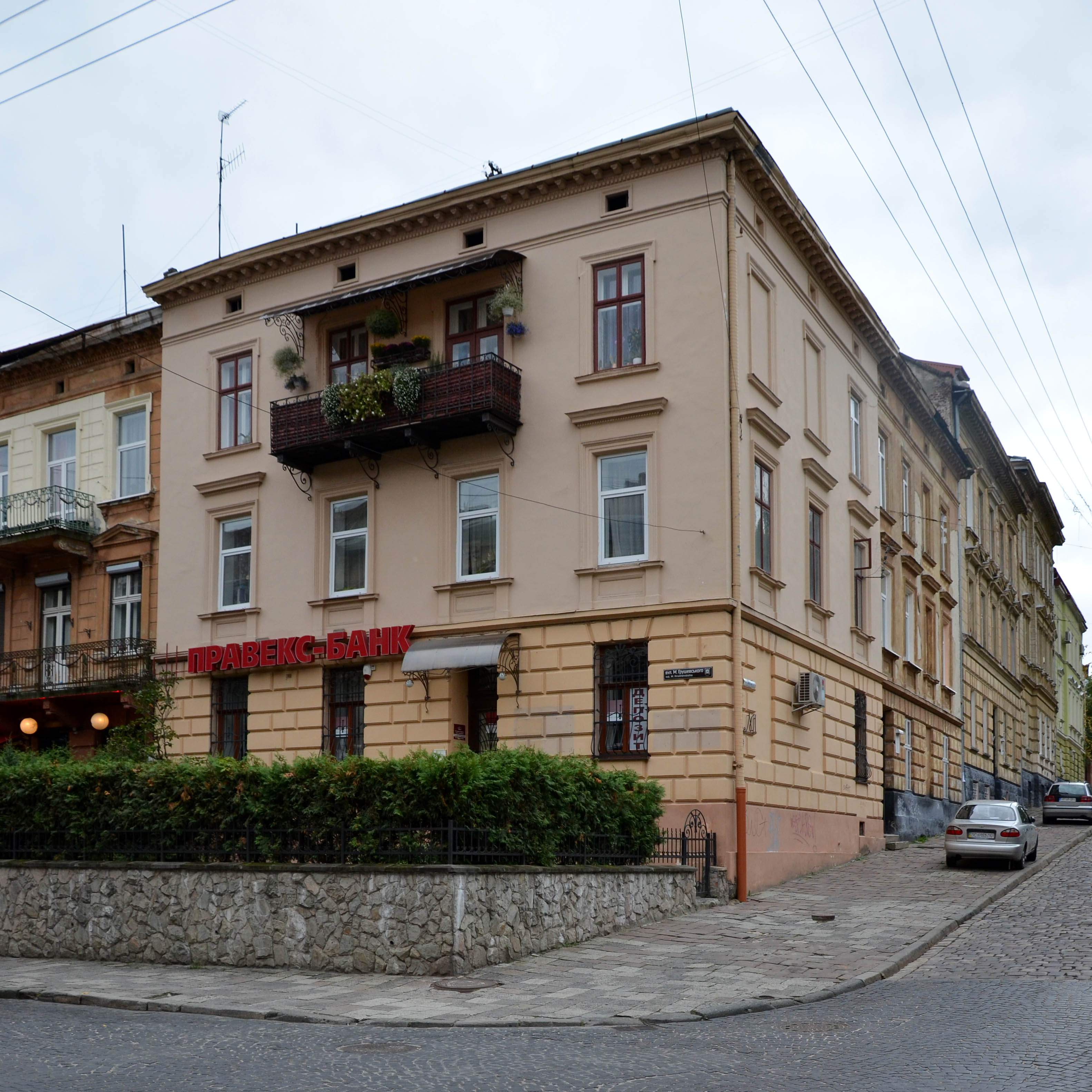
Будинок № 1
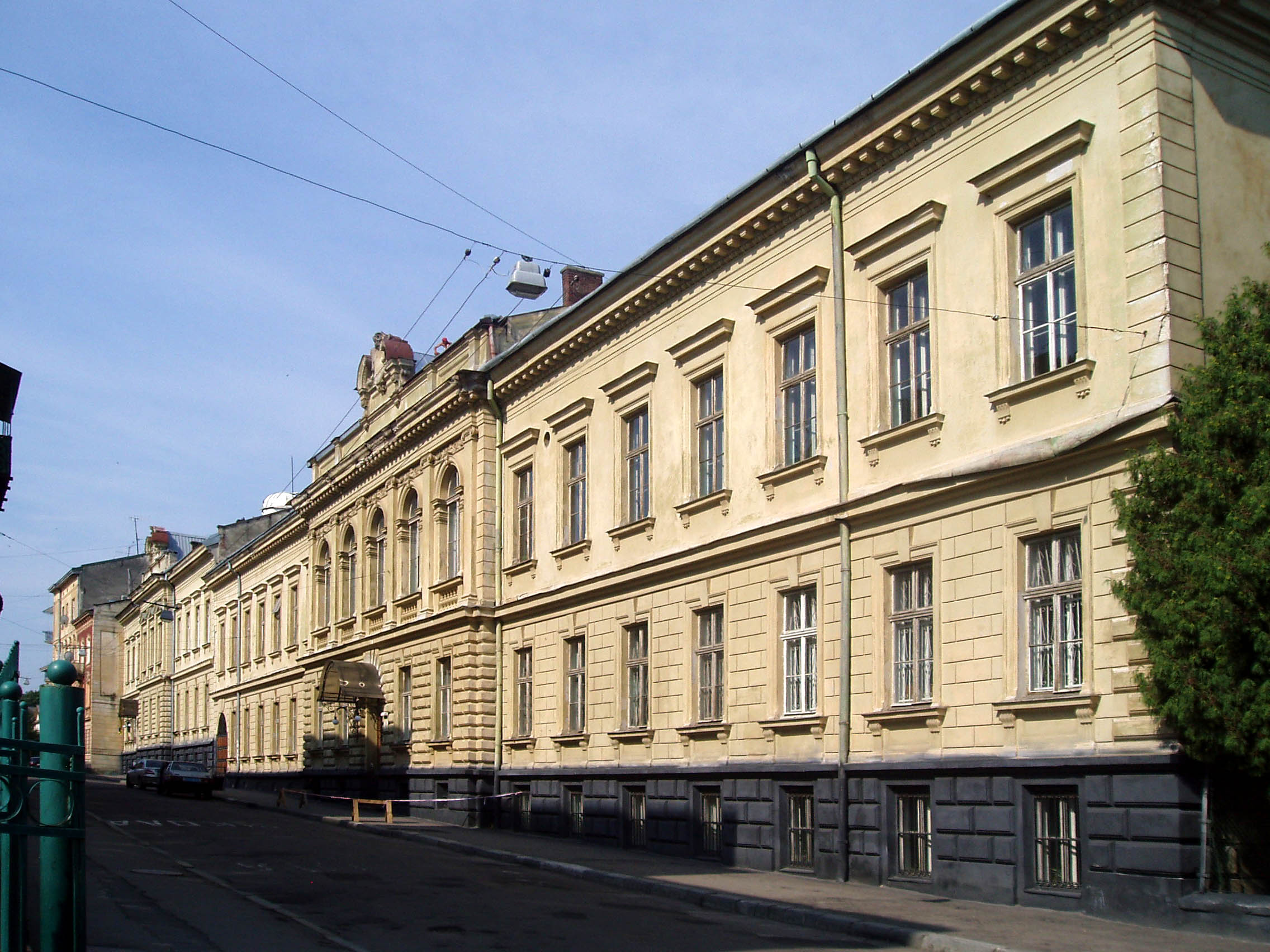
Один з корпусів ЛНУ імені Івана Франка (буд. № 6)
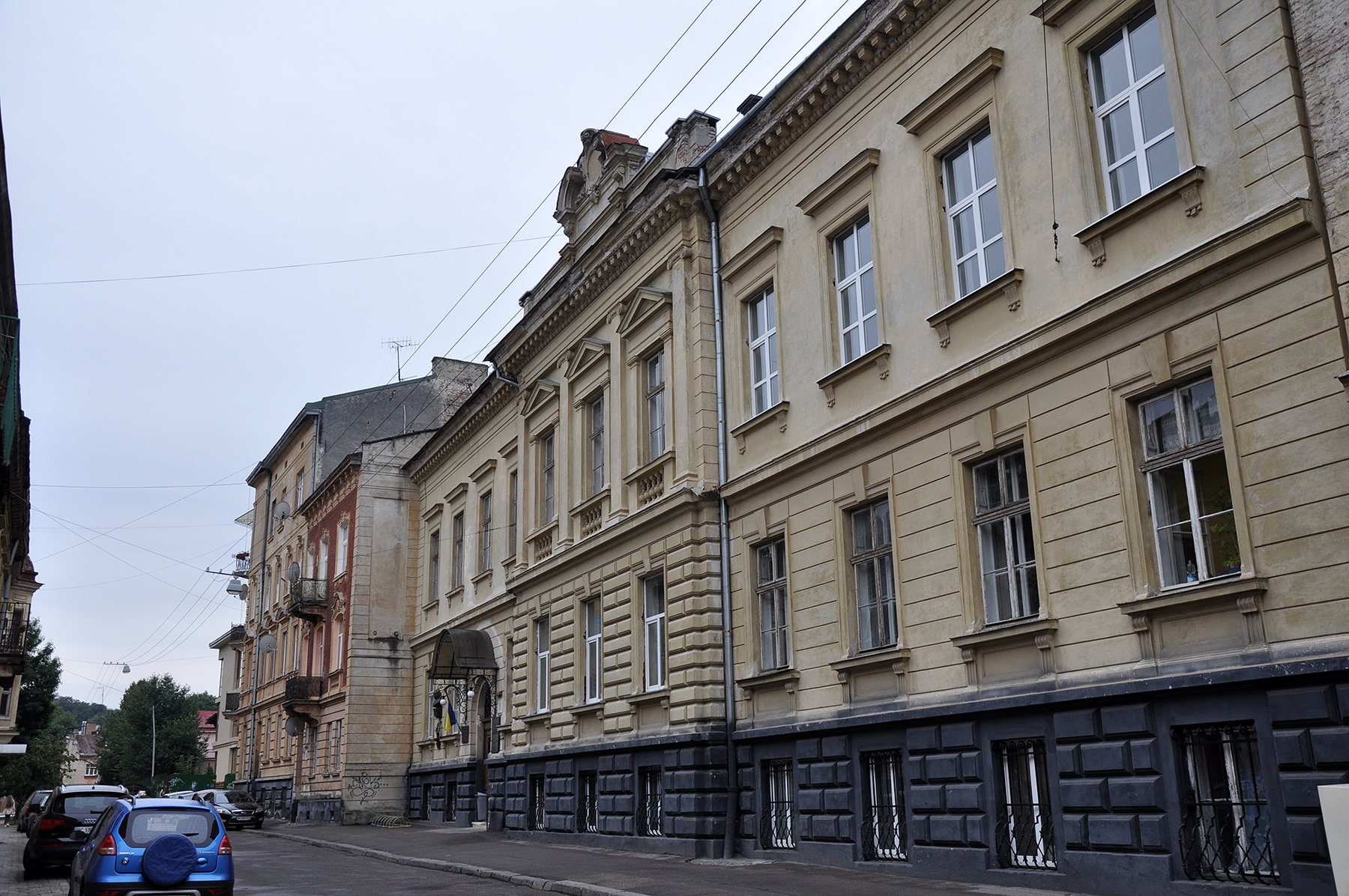
Будинок № 8
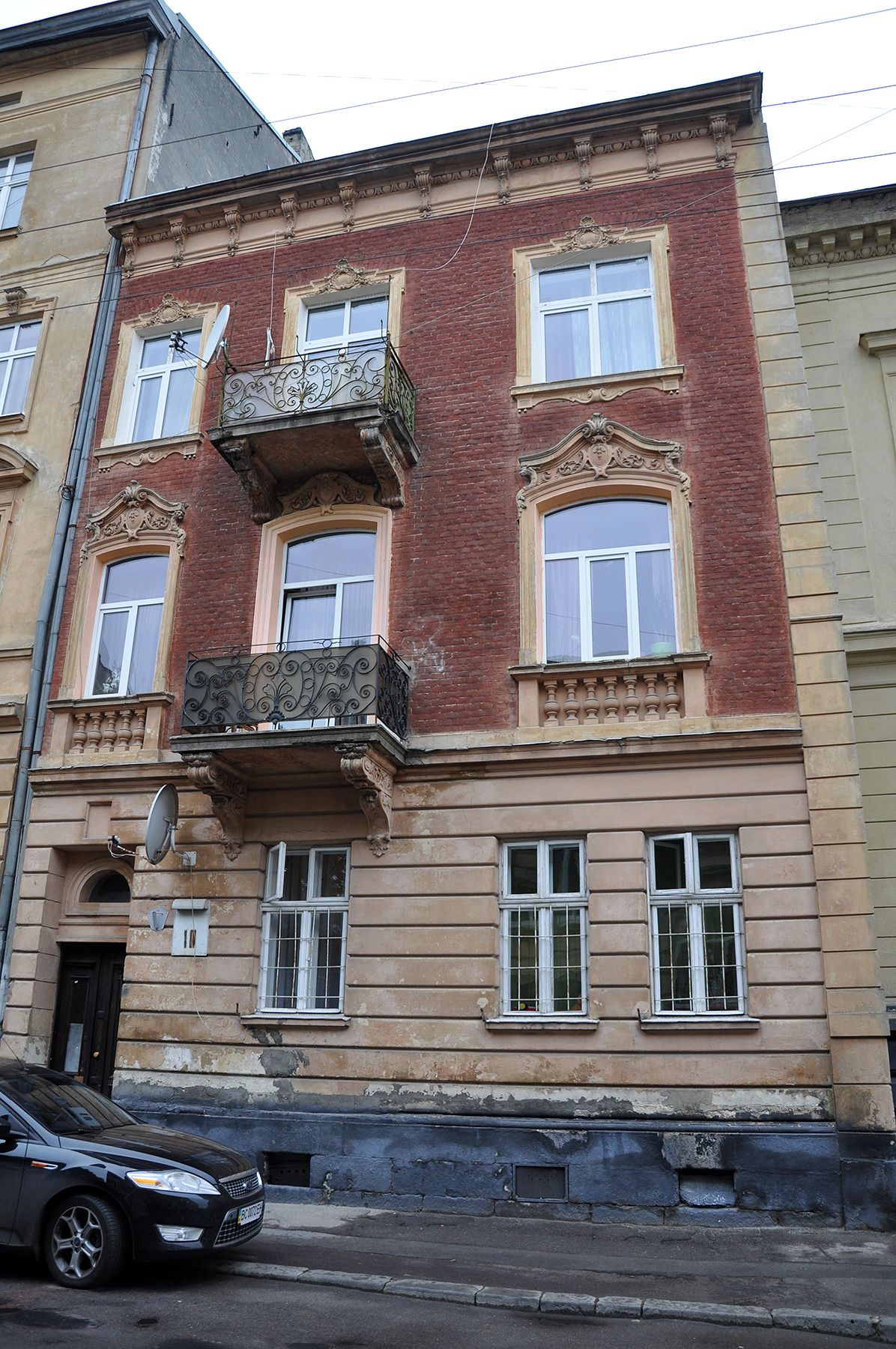
Будинок № 10
Будинок № 15
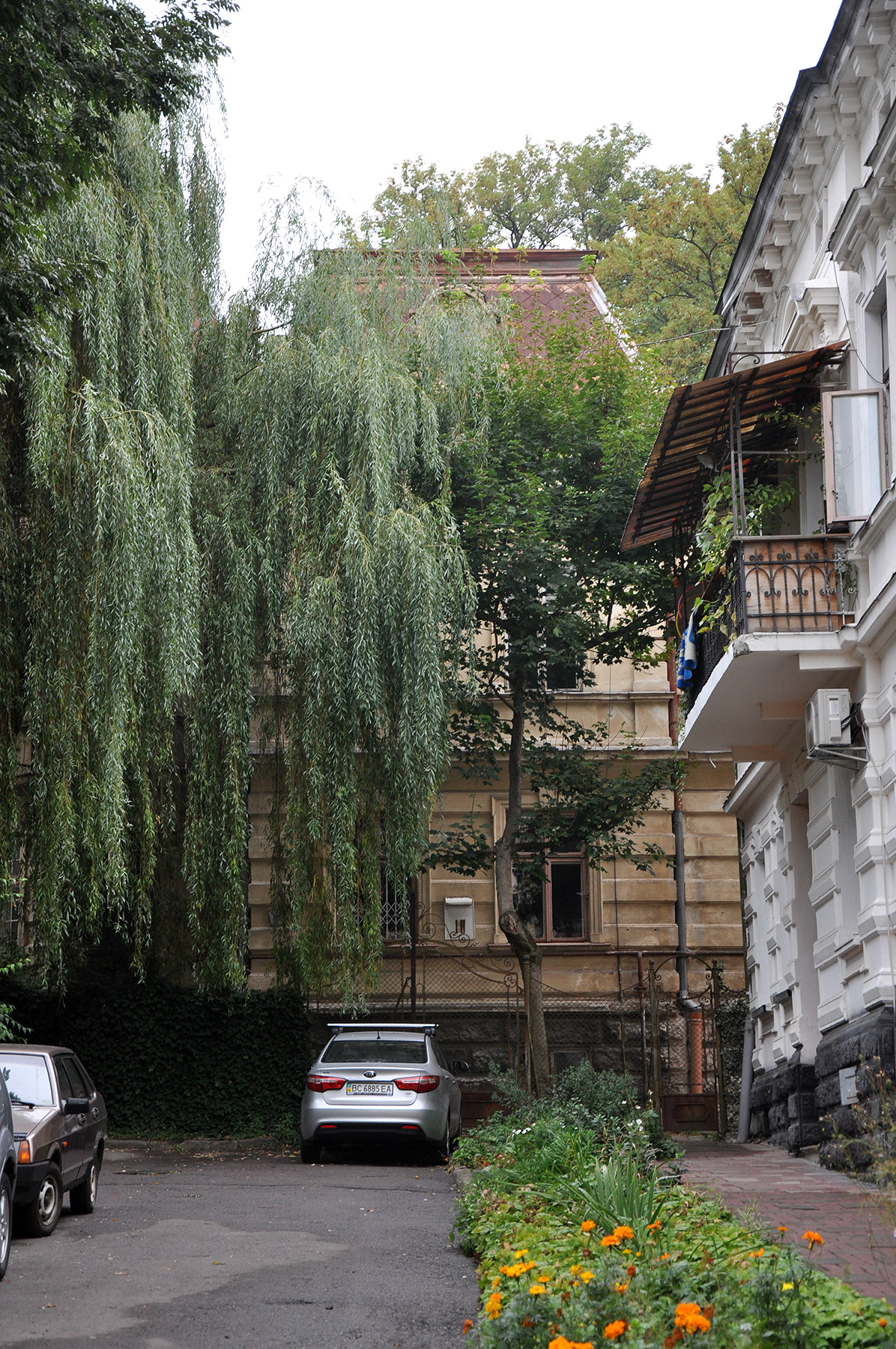
Будинок № 18
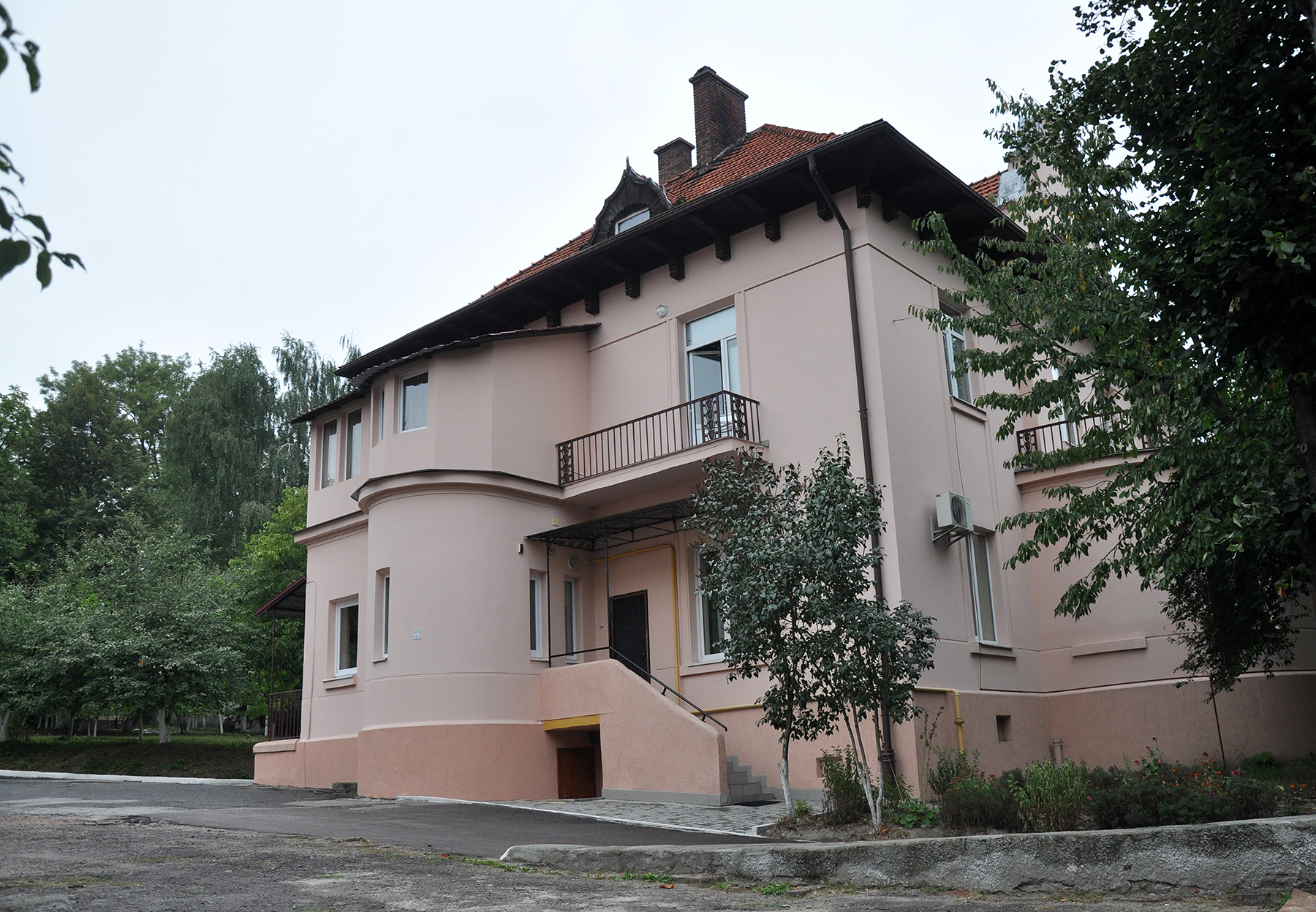
Будинок № 22
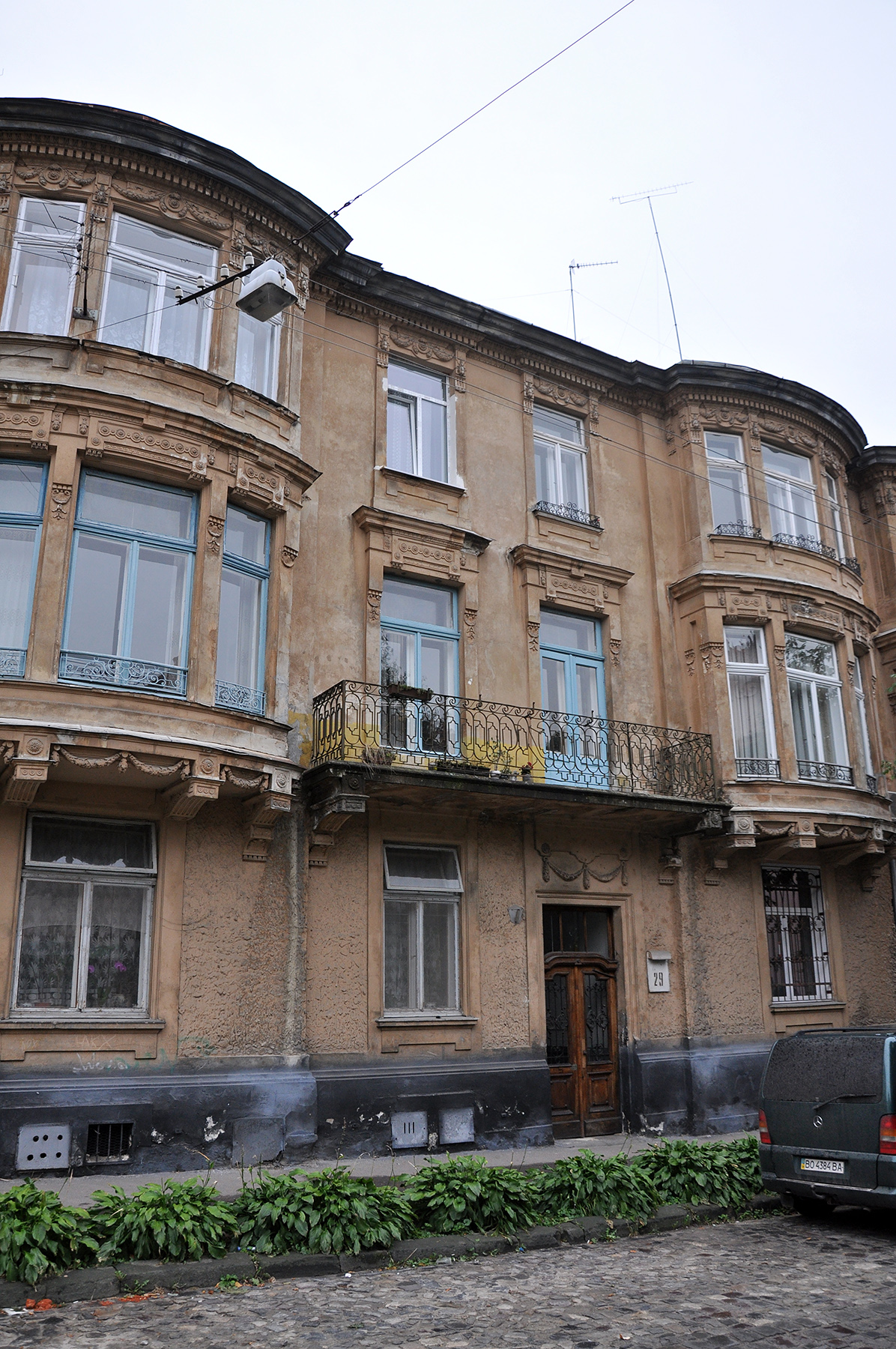
Будинок № 29
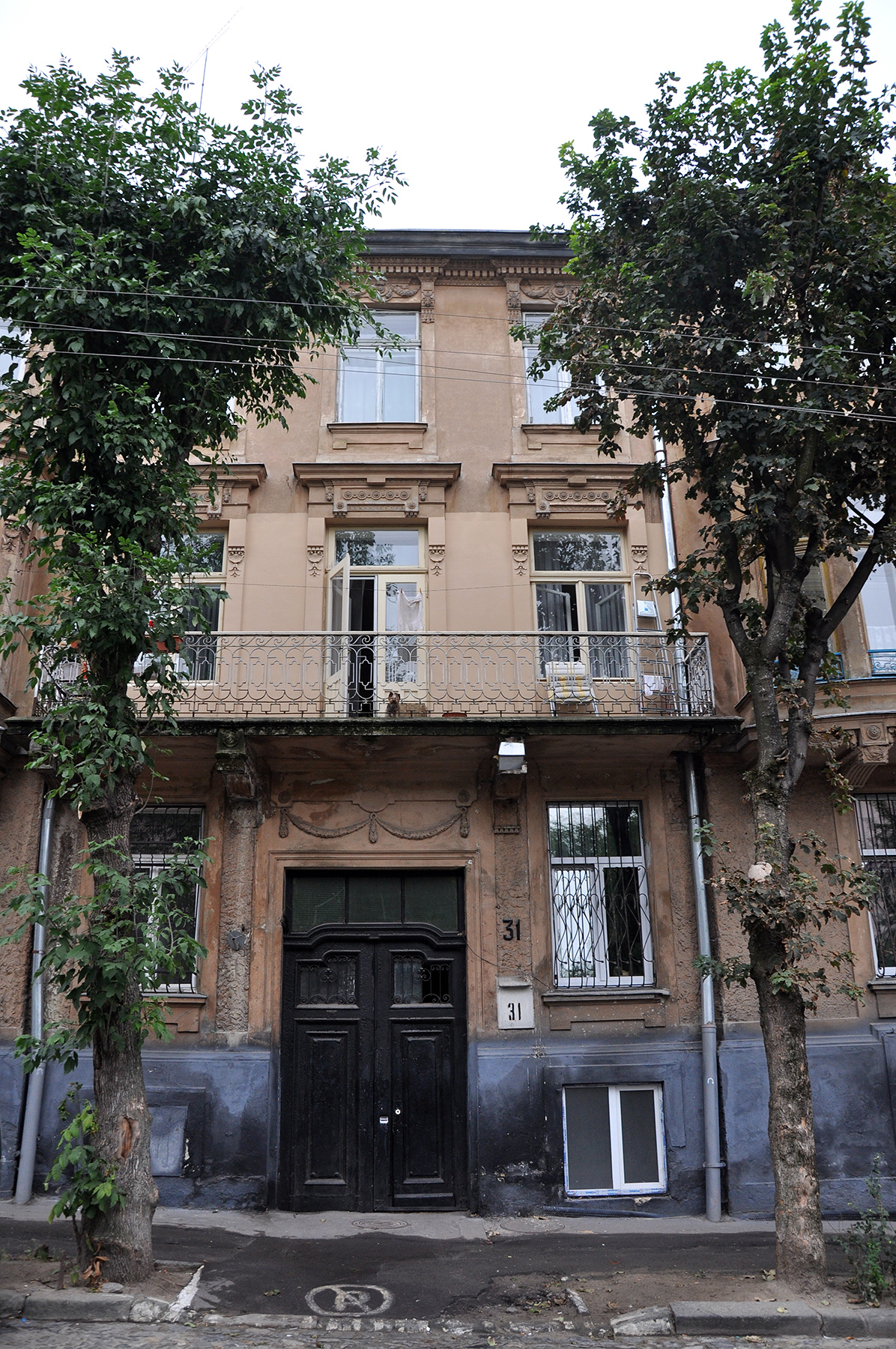
Будинок № 31
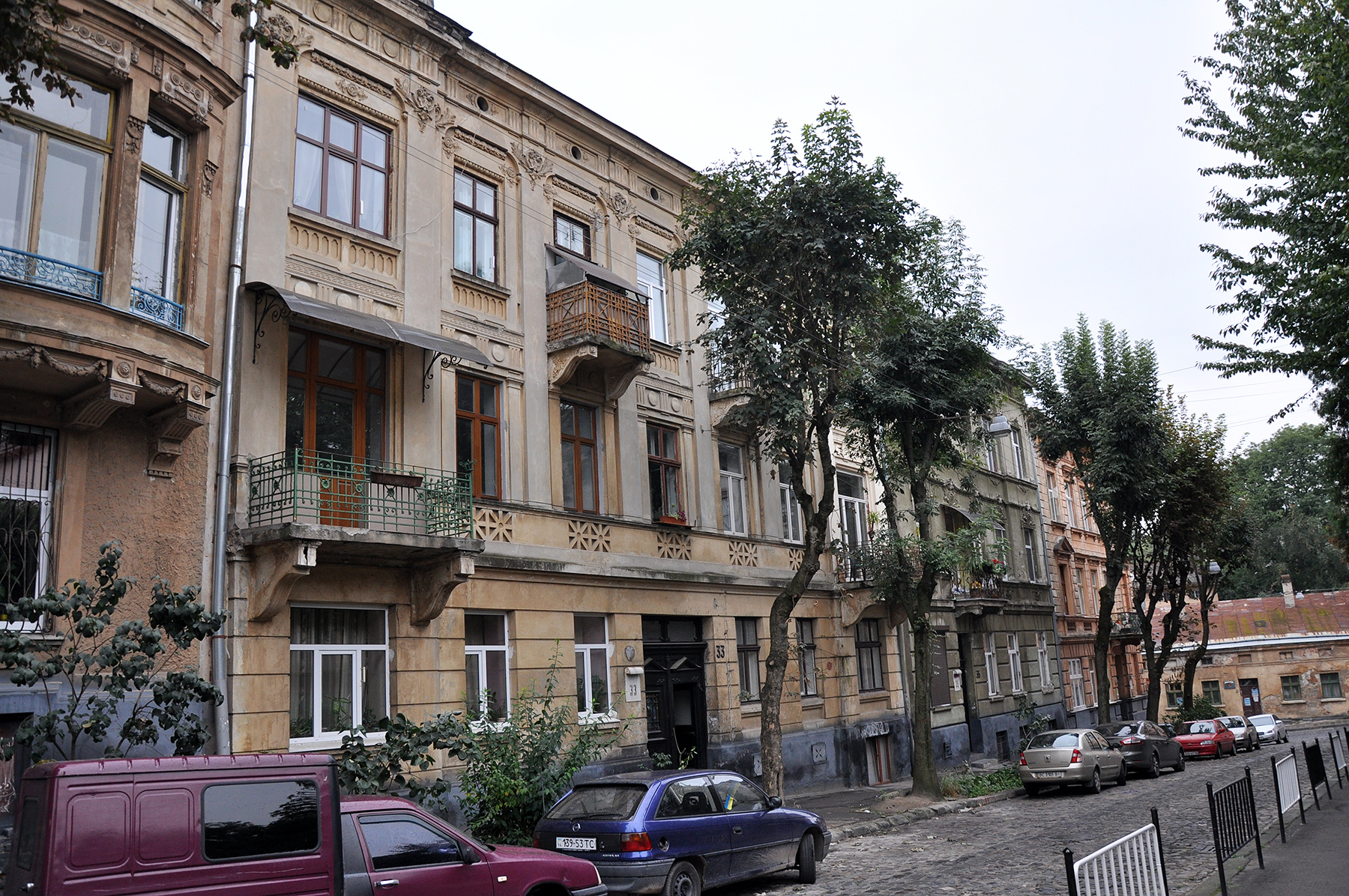
Будинок № 33

## Пам'ятники
В будинку, по вул. Кирила і Мефодія, 8, де нині міститься фізичний та хімічний факультети Львівського національного університету імені Івана Франка, ще 1892 року встановлено погруддя польському вченому-енциклопедисту, астроному, математику, філософу, творцю польської математичної термінології Янові Снядецькому, роботи скульптора Антона Попеля. 14 жовтня 2003 року на фасаді цього ж корпусу встановлено погруддя українського фізика, професора, доктора фізико-математичних наук, багаторічного завідувача кафедри рентгенометалофізики Львівського університету Ярослава Дутчака, роботи скульптора Василя Ярича.

## Пам'ятні таблиці
В приміщенні хімічного факультету ЛНУ імені Івана Франка, рішенням Вченої Ради факультету, 1994 року встановлено пам'ятну таблицю на честь видатного українського вченого-хіміка, Академіка АН УРСР Романа Кучера.